# Muehlenbeckia
Muehlenbeckia es un género de más de 20 especies restringido al hemisferio sur, sobre todo a Sudamérica, Papúa Nueva Guinea, Australia y Nueva Zelanda. Algunas son diminutas plantas alpinas tapizantes, mientras que otras son vigorosas enredaderas con masas de tallos oscuros y pequeñas hojas teñidas de bronce. En climas suaves y húmedos, las especies exuberantes pueden volverse malas hierbas difíciles de erradicar. Sin embargo una Muehlenbeckia bien recortada puede formar una excelente pantalla en una alambrada. Suelen ser dioicas, es decir, tienen flores masculinas y femeninas separadas, y los frutos, que nacen en las plantas femeninas, suelen ser blancos con una semilla marrón oscuro visible.

## Taxonomía
Etimología
Muehlenbeckia: nombre genérico que fue otorgado en honor del briólogo alemán Heinrich Gustav Mühlenbeck (1798–1845).

## Especies
- Muehlenbeckia adpressa (Labill.) Meisn.
- Muehlenbeckia andina Brandbyge
- Muehlenbeckia astonii Petrie -- tororaro
  - Muehlenbeckia australis (G.Forst.) Meisn. -- Pohuehue
- Muehlenbeckia axillaris (Hook.f.) Walp.
  - Muehlenbeckia hypogaea Colenso
- Muehlenbeckia chilensis Meisn.
- Muehlenbeckia coccoloboides J.M.Black
- Muehlenbeckia costata K.L.Wilson & R.O.Makinson
- Muehlenbeckia complexa (A.Cunn.) Meisn.
- Muehlenbeckia ephedroides (Hook.f.) Hook. f.
- Muehlenbeckia diclina (F.Muell.) F.Muell.
- Muehlenbeckia florulenta Meisn.
  - Muehlenbeckia cunninghamii (Meisn.) F.Muell.
- Muehlenbeckia gracillima Meisn.
- Muehlenbeckia gunnii (Hook.f.) Endl.
- Muehlenbeckia hastatula (Sm.) I.M.Johnst.
- Muehlenbeckia horrida H.Gross
  - Muehlenbeckia horrida subsp. abdita K.L.Wilson
  - Muehlenbeckia horrida subsp. horrida
- Muehlenbeckia rhyticarya Benth.
- Muehlenbeckia sagittifolia (Ortega) Meisn. - voqui negro de Chile[2]
- Muehlenbeckia tamnifolia (Kunth) Meisn., 1839 - aurinsho[3]
- Muehlenbeckia tiliifolia Wedd., 1850[4]
- Muehlenbeckia triloba Danser
- Muehlenbeckia tuggeranongg Mallinson
- Muehlenbeckia urubambensis Brandbyge
- Muehlenbeckia volcanica (Benth.) Endl., 1848 - mullaca[5]

## Distribución
Nativa
Australasia: 
Australia: Territorio de la Capital Australiana, Nueva Gales del Sur, Islas Norfolk , Territorio del Norte, Queensland, Australia del Sur, Tasmania, Victoria, Australia Occidental
Nueva Zelanda: Islas Chatham , Norte de Nueva Zelanda, Sur de Nueva Zelanda
Papuasia: Nueva Guinea
Neotrópico: 
 América Central: Costa Rica, El Salvador, Guatemala, Honduras, Panamá
Sudamérica: Brasil, Bolivia, Colombia, Ecuador, Paraguay, Perú, Uruguay, Venezuela, Chile, Argentina